# I Can Transform Ya
I Can Transform Ya is een nummer van de Amerikaanse zanger Chris Brown, in samenwerking met Lil Wayne & Swizz Beatz. Het nummer werd uitgebracht op 29 september 2009 door het platenlabel Jive. Het nummer behaalde de 26e positie in de Billboard Hot 100 en de 20e positie in de UK Singles Chart.